# Korejščina
Koréjščina (한국어, 조선말, glej spodaj) je uradni jezik v Korejah, tako v Severni kot v Južni. Je tudi eden od dveh uradnih jezikov v Korejski avtonomni prefekturi Janbian na Kitajskem. Po svetu je približno 78 mililijonov govorcev korejščine. V 15. stoletju je nacionalni pisni sistem uvedel Sedžong Veliki. Sistem se sedaj imenuje hangul. Pred razvojem sistema korejske pisave so Korejci več kot tisočletje znatno rabili korejsko različico kitajske pisave handža in fonetične sisteme, kot so hjangčal, gugjeol in idu.

## Korejska pisava
Korejska zlogovna pisava se imenuje hangul (hangeul) in ima 40 pismenk, združenih v posebne zlogovne znake. Za prečrkovanje korejske pisave v latinično obstaja več sistemov. Korejski zapis v latinici (Korean Romanization, KR) je bil sprejet v Južni Koreji leta 2015. Je poenostavljen in se od starejših (predvsem MR, McCune-Reichauerjev) razlikuje v opuščanju diakritičnih znamenj in opuščaja.

### Prevzemanje

#### Zapisovanje
Pisno nepodomačena in slovenskemmu izgovoru prilagojena so imena bitij, večina zemljepisnih imen in stvarna imena, ki jih ne moremo prevesti.
Pisno podomačene so občne besede (npr. hangeul > hangul, won > von (korejska denarna enota), taekwondo > tekvondo (športna disciplina), soju > sodžu (vrsta pijače), chaebol/jaebol > džebol (velika južnokorejska korporacija) in redka zemljepisna imena, t. i. slovenski eksonimi, npr. Seul, Pjongčang, Pjongjang, ter imena dinastij, npr. Čoson (v [ko] Joseon).
Prevedena so imena zemljepisnih danosti, ki so lahko končna sestavina imena, npr.: san 'gora', bong 'vrh', donggul/gul 'jama', gang 'reka', ho 'jezero', man 'zaliv', sa 'tempelj', yeong 'prelaz'. Administrativne enote so omenjene za vezajem in jih opuščamo, npr.: -si 'mesto' (primer Sejong-si > mesto Sejong). Sestavino -do 'provinca' lahko opuščamo ali ohranjamo (primer Gangwon-do ali provinca Gangvon.
V tistih zemljepisnih imenih, v katerih so zemljepisne danosti neprevedene, vezaj opuščamo in zloge pišemo skupaj, npr. Gariwang-san > Garivangsan, ohranjen je le pri sestavini -do (ki pomeni provinca).
Zemljepisna imena, razen slovenskih eksonimov, zapisujemo po sistemu KR.
Lastna imena
v slovenščini načeloma prečrkujemo korejska lastna imena po sistemu KR. Angleščini prilagojene zapise moramo, razen izjem (osebna imena Korejcev živečih v Evropi ali Ameriki), pretvoriti v KR.